# 偶然の確率
「偶然の確率」（ぐうぜんのかくりつ）は、日本の音楽ユニット・GIRL NEXT DOORの1作目のシングル。

## 概要
- メジャーデビューシングル。
- 表題曲はTOKYO MX系『Break Point!』及びTBS系列『COUNT DOWN TV』のオープニングテーマ、同じくTBS系列『あらびき団』と『王様のブランチ』のエンディングテーマに、カップリング1曲目はTBS系列『噂の!東京マガジン』のエンディングテーマに使用された。メジャーデビューシングルとしては異例の複数のタイアップが付いた[注 1][1][2]。
- ジャケットが異なるCD+DVD規格とCD規格の2形態で発売され、CD+DVD規格のDVDには表題曲のミュージック・ビデオが収録された。
- 今作でNHK『第59回NHK紅白歌合戦』に初出場を果たした[3]。
- オリコンチャート初登場3位を獲得。初のトップ3入りを果たした[4][5]。

## 収録曲
| 全作曲: 鈴木大輔。 |                                |                  |            |                           |            |      |
| #                  | タイトル                       | 作詞             | 作曲・編曲 | 編曲                      | リミックス | 時間 |
| 1.                 | 「偶然の確率」                 | 千紗 & Kenn Kato | 鈴木大輔   | GIRL NEXT DOOR & 石塚知生 |            | 5:04 |
| 2.                 | 「Breath」                     | 千紗 & Kenn Kato | 鈴木大輔   | GIRL NEXT DOOR & 石塚知生 |            | 5:31 |
| 3.                 | 「red ribbon 〜運命の人〜」    | 千紗 & Kenn Kato | 鈴木大輔   | GIRL NEXT DOOR & 石塚知生 |            | 5:38 |
| 4.                 | 「偶然の確率 (ice cream mix)」 | 千紗 & Kenn Kato | 鈴木大輔   |                           | 鈴木大輔   | 5:35 |
| 5.                 | 「偶然の確率 (Instrumental)」  |                  | 鈴木大輔   | GIRL NEXT DOOR & 石塚知生 |            | 5:03 |
| 6.                 | 「Breath (Instrumental)」      |                  | 鈴木大輔   | GIRL NEXT DOOR & 石塚知生 |            | 5:35 |

### 解説
1. 偶然の確率
メンバー曰く「avexサウンド2008」[6]。
歌詞は運命の出会いをテーマに描かれており、繰り返す同じような毎日をつまらないと感じても、そんな毎日を大事に過ごすことで、運命的な人生に巡り合える秘訣になるという気持ちを込めて書かれている[6]。
ミュージック・ビデオはアメリカ合衆国のカリフォルニア州ロサンゼルスとネバダ州ラスベガスにて撮影された[7]。
2. Breath
同年7月17日にSHIBUYA-AXにて開催されたお披露目ライブ『GIRL NEXT DOOR デビューライブ』では、タイトルは「呼吸」となっていた[注 2][8][9]。
3. red ribbon 〜運命の人〜
4. 偶然の確率 (ice cream mix)
表題曲のリミックスバージョン。
5. 偶然の確率 (Instrumental)
表題曲のインストゥルメンタルバージョン。
6. Breath (Instrumental)
カップリング曲のインストゥルメンタルバージョン。

## 参加ミュージシャン
GIRL NEXT DOOR
- 千紗：Vocal
- 鈴木大輔：Keyboards
- 井上裕治：Guitar

## タイアップ
- TOKYO MX系音楽番組『Break Point!』2008年9月度オープニングテーマ (#1)
- TBS系列音楽番組『COUNT DOWN TV』2008年8月度オープニングテーマ (#1)
- TBS系列バラエティ番組『あらびき団』2008年8,9月度エンディングテーマ (#1)
- TBS系列情報バラエティ番組『王様のブランチ』2008年8,9月度エンディングテーマ (#1)
- TBS系列情報バラエティ番組『噂の!東京マガジン』エンディングテーマ (#2)

## 収録アルバム
- GIRL NEXT DOOR (#1 Album Edit,2)
- SINGLE COLLECTION (#1,1 Dave Ford Mix)
- girl next door THE LAST (#1〜4)
- カラアゲ!! (#1)
- 速っ! 速うた NON-STOPメガミックス	(#1)
- a-box NEO 〜avex Best Hit Collection〜 (#1)
- 平成HITS avex (#1)[10]
- HOT MiLK (#1)